# Комитет за държавен и народен контрол
Комитетът за държавен и народен контрол (КДК) е държавна институция в България, съществувала в периода 1947-1990 г., с кратко прекъсване през 1957-1959 г., когато е част от Министерството на финансите и държавния контрол.

## Хронология на имената
Няколко пъти е променено името на Комитета:
- Комисия за държавен контрол (1947-1957 и 1959-1962),
- Комитет за партиен и държавен контрол (1962-1966),
- Комитет за държавен контрол (1966-1976),
- Комитет за държавен и народен контрол (1976-1990),
- Комисия за държавен контрол (1990).

## История
Задачата му е да осъществява външен контрол върху работата на останалите административни органи.
Председателят на комитета в някои периоди е член на Министерския съвет на НРБ.

## Ръководители
| правителство | име           | дати                               | партия | партия |
| ------------ | ------------- | ---------------------------------- | ------ | ------ |
| 65           | Георги Чанков | 11 декември 1947 – 9 февруари 1949 | БКП    |        |
| 65           | Димо Дичев    | 9 февруари 1949 – 20 януари 1950   | БКП    |        |
| 66           | Димо Дичев    | 20 януари 1950 – 16 януари 1954    | БКП    |        |
| 67           | Димо Дичев    | 16 януари 1954 – 1 февруари 1957   | БКП    |        |

За периода 1957-1959 г. вижте Министерство на финансите.
| правителство | име             | дати                                | партия | партия |
| ------------ | --------------- | ----------------------------------- | ------ | ------ |
| 68           | Нинко Стефанов  | 16 март 1959 – 17 март 1962         | БКП    |        |
| 69           | Нинко Стефанов  | 17 март 1962 – 27 ноември 1962      | БКП    |        |
| 70           | Борис Велчев    | 27 ноември 1962 – 22 юли 1965       | БКП    |        |
| 70           | Нинко Стефанов  | 22 юли 1965 – 12 март 1966          | БКП    |        |
| 71           | Нинко Стефанов  | 12 март 1966 – 9 юли 1971           | БКП    |        |
| 72           | Нинко Стефанов  | 9 юли 1971 – 17 юни 1976            | БКП    |        |
| 73           | Кръстю Тричков  | 17 юни 1976 – 18 юни 1981           | БКП    |        |
| 74           | Георги Атанасов | 18 юни 1981 – 19 юни 1986           | БКП    |        |
| 75           | Георги Георгиев | 19 юни 1986 – 8 февруари 1990       | БКП    |        |
| 76           | Георги Георгиев | 8 февруари 1990 – 22 септември 1990 | БСП    |        |